# Joe Spinks
Joseph „Joe” Spinks (ur. 20 czerwca 1972 w Asheboro) – amerykański koszykarz, występujący na pozycji niskiego skrzydłowego, posiadający także holenderskie obywatelstwo, po zakończeniu kariery zawodniczej trener koszykarski, obecnie trener szkolnej drużyny Eastern Guilford HS.

## Osiągnięcia
Na podstawie, o ile nie zaznaczono inaczej.
NCAA
- Koszykarz roku konferencji Big South (1994)[4]
- Debiutant roku konferencji Big South (1991)
- Zaliczony do:
  - I składu:
    - Big South (1992, 1993, 1994)
    - turnieju Big South (1992)

  - II składu Big South (1991)
  - Galerii Sław Sportu Uniwersytetu Campbell (2010)
- Lider Big South w:
  - średniej zbiórek (9,4 – 1991, 8,4 – 1992, 8,8 – 1994)
  - liczbie:
    - punktów (584 – 1994)
    - zbiórek (262 – 1991, 261 – 1992, 245 – 1994)
    - bloków (52 – 1992)
    - celnych rzutów z gry (215 – 1994)

Drużynowe
- Mistrz Holandii (1999–2002, 2005)
- Zdobywca Pucharu Holandii (1999, 2004, 2006)
- Finalista Pucharu Holandii (2003)

Indywidualne
- MVP:
  - ligi holenderskiej (2000, 2003)
  - play-off ligi holenderskiej (2005)
  - FEB Cup (2003)
- Zaliczony do I składu ligi holenderskiej (2000, 2001, 2003, 2004)
- Uczestnik meczu gwiazd ligi holenderskiej (2000, 2001)
- Liderzy Eurocupu w przechwytach (2003, 2004)

Trenerskie
- Mistrzostwo Holandii (2008, 2009)
- Finalista Pucharu Holandii (2008, 2009)